# Kounický palác (Nové Město)
Kounický nebo také Kaunický palác (dříve též nazývaný Schaffgotschský) v ulici Panská č.p. 890/7 na Novém Městě v Praze byl postaven v barokním slohu. Je spolu s navazující zahradou a tzv. Wittmanovským domem (Nekázanka č.p. 887/16) chráněn jako kulturní památka.

## Stavba
Palác je považován za dílo barokních stavitelů Františka Maxmiliána Kaňky a Giovanni Alliprandiho, kteří stavbu realizovali kolem roku 1725 (autorství ale není doloženo a někdy je původní projekt připisován i Janu Blažeji Santini-Aichelovi). V roce 1798 stavbu klasicistně upravoval Matyáš Hummel; z té doby je i přestavba tří zahradních domků na Wittmanovský dům, který ohraničuje prostor někdejší zahrady a nádvoří paláce na severovýchodní straně u ulice Nekázanka.
V letech 1843–1844 provedl pro knížete Salm-Reifferscheida stavební úpravy architekt Kašpar Předák; především vznikl slavnostní sál, prostupující dvěma patry, jehož malířská výzdoba ve stylu romantismu první poloviny 19. století (s motivy písně o Nibelunzích) je dílem Antonína Lhoty, Rudolfa Müllera a Adolfa Weidlicha.

## Historie

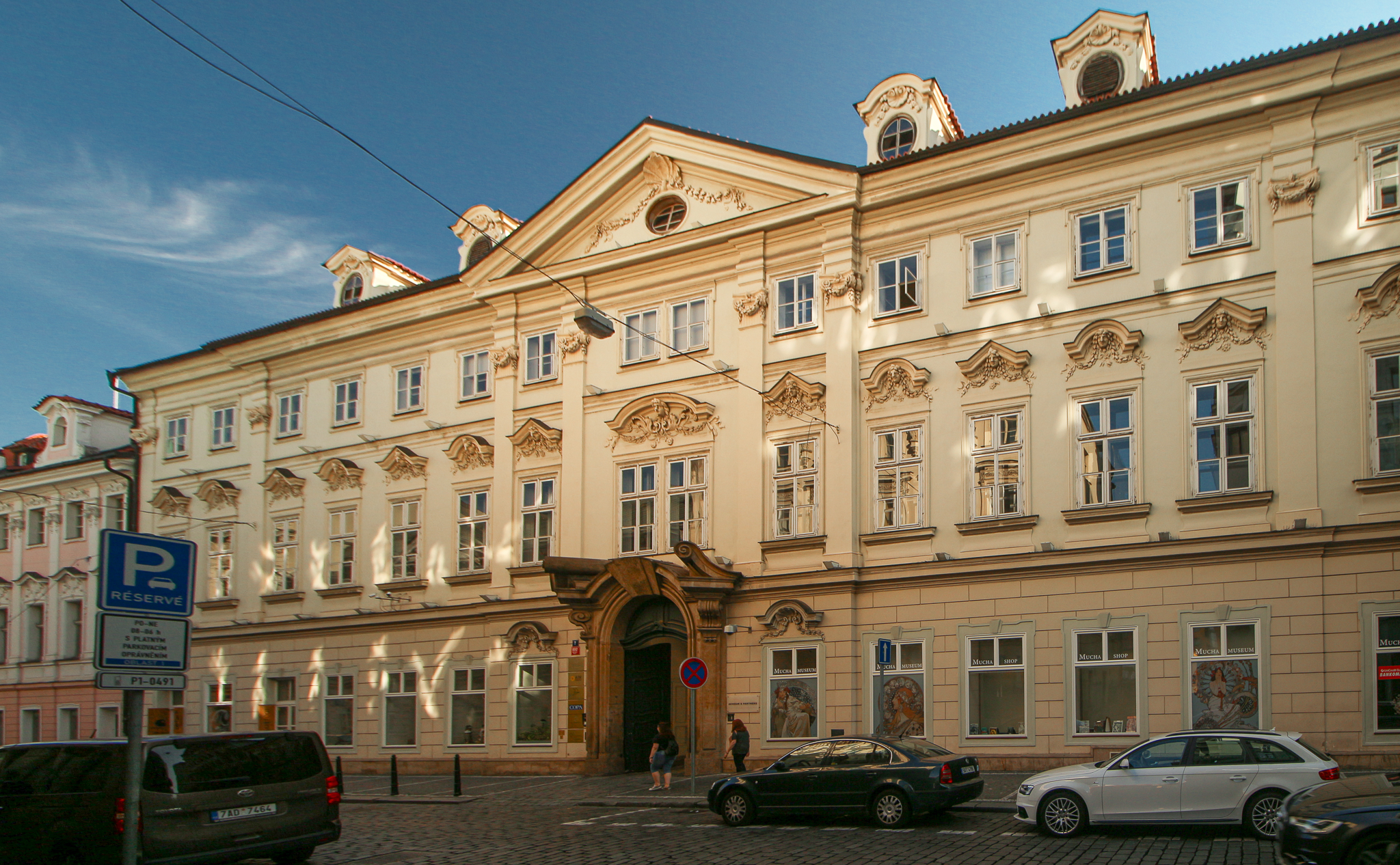
Kounický palác na Novém Městě

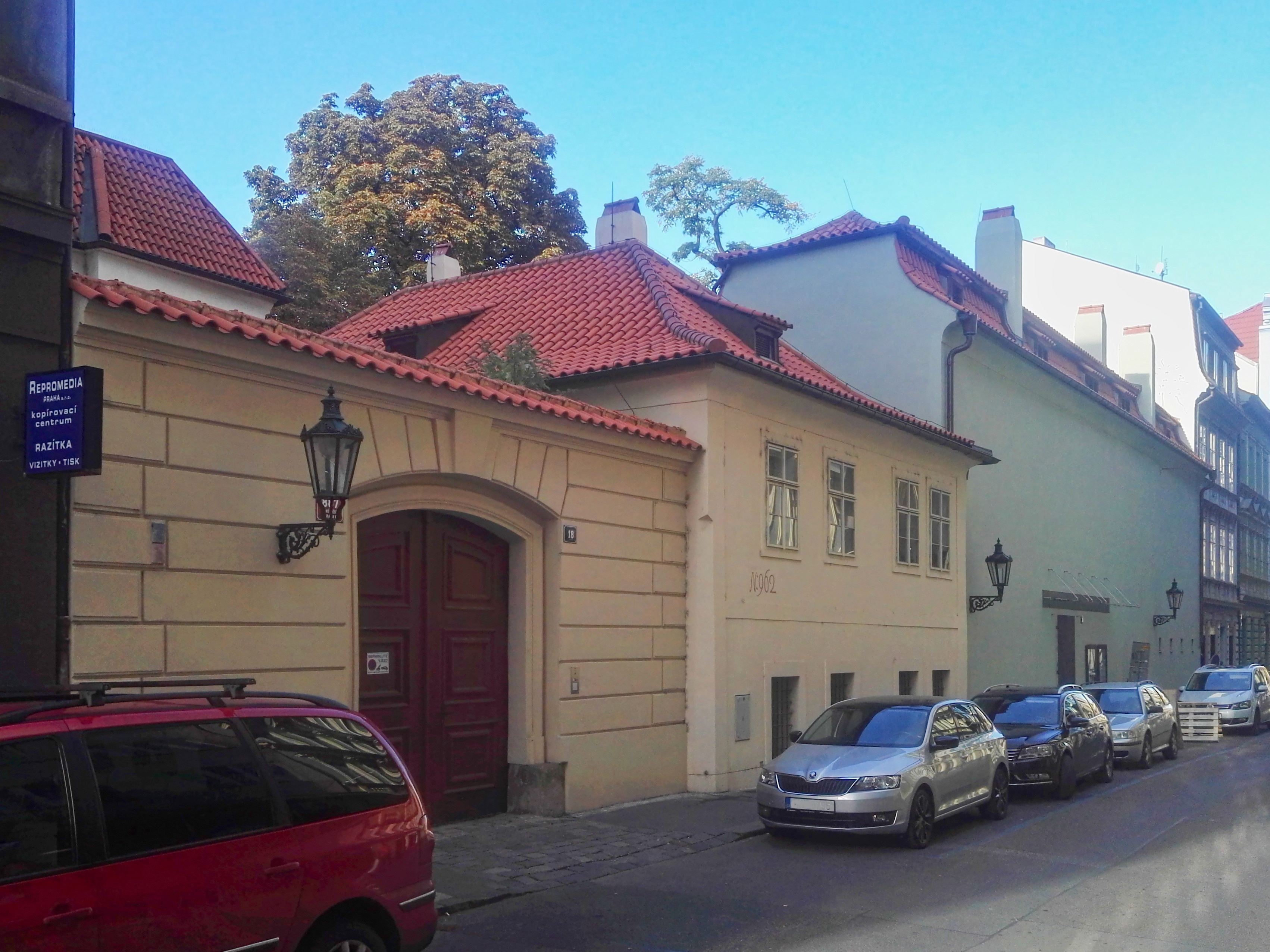
Wittmanovský dům z ulice Nekázanka

Palác nese jméno posledních soukromých majitelů, hrabat Kouniců, ale předtím se v jeho vlastnictví vystřídala řada měšťanských a šlechtických rodin včetně několika známých historických osobností. Základem pozdějšího paláce byl měšťanský dům, který byl již ve středověku v prostoru Panské ulice poměrně velkou stavbou. 
První zprávy o majitelích pocházejí z roku 1437, kdy dům koupil mydlář Vaněk. V následujících staletích dům často střídal majitele z řad pražských měšťanů, ale i příslušníků nižší šlechty (Míčanové z Klinštejna, Zapští ze Zap, Střelové z Rokyc). V letech 1564–1591 vlastnil dům královský rada Štěpán Střela z Rokyc, který jej pravděpodobně stavebně upravoval. Dalšími majiteli byli Gerštorfové z Gerštorfu, kteří jej po pobělohorských konfiskacích ve finanční tísni museli prodat Vítům ze Rzavého.
Přestavbu domu do podoby barokního paláce podnikli Schaffgotschové, jimž patřil od roku 1663. Jan Arnošt Antonín ze Schaffgotsche zastával řadu let vysoké zemské funkce a potřeboval v Praze reprezentativní sídlo. Proto přikoupil několik nemovitostí a pozemků v okolí a v letech 1716–1720 nechal domy přestavět na palác. Díky komisi pro ubytování účastníků korunovace Karla VI. v roce 1723 se dochoval podrobný popis paláce těsně po přestavbě. V paláci se tehdy nacházelo 25 pokojů, kaple, knihovna, 4 sklepy a stáje pro dvacet koní. Jan Arnošt Schaffgotsch nedokončil přestavbu paláce v plně plánovaném rozsahu a koncem života byl silně zadlužen. 
Po smrti Jana Arnošta Antonína ze Schaffgotsche propadl palác věřitelům a v roce 1754 jej koupila novoměstská obec. V době pruského obléhání Prahy v roce 1757 několik okolních domů vyhořelo, samotný palác ale přečkal dělostřelbu bez újmy. Ještě v roce 1757 jej velmi levně koupil baron Ignác Umwerth, který později získal prakticky zadarmo i okolní spáleniště. Pokračoval v dostavbě paláce, což se promítlo do vysoké ceny 22 000 zlatých, za kterou jej v roce 1782 koupil hrabě Filip Kinský. Kinský pravděpodobně dokončil barokní stavbu a v roce 1798 prodal palác za 80 000 zlatých. Novým majitelem se na více než dvacet let stal vévoda Albert Kazimír Sasko-Těšínský. Ten do podoby paláce již nezasahoval, jeho rozsah v roce 1814 zaznamenala berní komise. Palác měl v té době již 52 pokojů, velký knihovní sál, kapli a stáje pro třicet koní. V roce 1823 koupil palác Heinrich Weithner, dvorní rada knížete Windischgrätze, který palác po částech pronajímal. V letech 1843–1861 vlastnil palác kníže Hugo Karel Eduard ze Salm-Reifferscheidt-Raitze, který z výnosu svých moravských velkostatků a železáren financoval nákladné úpravy interiérů.
V roce 1861 koupil palác za 200 000 zlatých hrabě Albrecht z Kounic. Jeho matka, velká mecenáška umění, Eleonora Kounicová, podporovala například i Boženu Němcovou, v paláci můžeme vidět sošku od Karla Pokorného, jako model k velkému památníku Boženy Němcové. Za Kouniců byl palác opět částečně pronajímán a celé přízemí bylo změněno na obchodní prostory. 
Wittmanovský dům vznikl přestavbou tří zahradních domků v roce 1798. Ohraničoval prostor tehdejší palácové zahrady v pravidelné domovní zástavbě ulice Nekázanka. Část tohoto objektu tvoří zeď s pásovou bosáží a segmentově zakončeným vjezdem do dvora, další část tvoří dvoupodlažní klasicistní stavba a třetí část má uliční fasádu bez oken.

### 20. století – současnost
Za 1 700 000 korun koupila v roce 1912 palác Živnobanka, která jej přizpůsobila svým obchodním provozům a po první světové válce jsou doloženy úpravy architekta Kamila Hilberta. 
Po roce 1948 měl v paláci sídlo výbor Československých žen. 
Od roku 1995 Kounicův palác patří magistrátu města Prahy, a ten ho dlouhodobě pronajímá muzeu Alfonse Muchy. V ostatních reprezentačních prostorách se konají koncerty, rauty a různé společenské akce.
Wittmanovský dům po rekonstrukci provedené v letech 2017–2019 využívá Institut umění – Divadelní ústav.

## Okolní budovy
V nedalekém okolí paláce se nacházejí také další zajímavosti:
- Neubergovský palác, sídlo brazilského velvyslanectví (Panská)
- Palác Riesů ze Stallburgu, sídlo argentinského velvyslanectví v Praze (Panská)
- Millesimovský palác, dříve sídlo deníku Prager Tagblatt (Panská)
- Palác Sylva-Taroucca (Na příkopě)
- Nový Kolowratský palác (Na příkopě)
- Někdejší Piaristická kolej a gymnázium při kostele svatého Kříže
- Palác Myslbek (Na příkopě)